# ミーティア (駆逐艦・2代)
ミーティア (HMS Meteor) はイギリス海軍の駆逐艦。M級。

## 艦歴
1940年9月14日起工。1941年11月3日進水。1942年8月12日竣工。
本国艦隊の第3駆逐艦戦隊に編入。9月、ソ連行きPQ18船団とソ連から戻るQP14船団を護衛。11月、トーチ作戦に参加。12月、ONS154船団などを護衛。1943年2月、ソ連行きJW56B船団を護衛。4月から2ヶ月間はウェスタンアプローチ管区に移される。12月から北極海での船団護衛に従事し、JW55A船団、JW56B船団、JW57船団、RA55A船団、RA56船団、RA57船団を護衛した。JW56B船団護衛中の1944年1月30日には駆逐艦「ホワイトホール」とともにドイツ潜水艦「U314」を沈めた。1944年6月、ネプチューン作戦に参加。その後は再び北極海での船団護衛に戻り、JW59船団、RA59船団、RA59A船団、JW60船団、RA60船団を護衛した。10月末には地中海へ向かう。1945年3月18日、コルシカ島北西で駆逐艦「ルックアウト」とともにドイツ水雷艇と交戦し「TA24」と「TA29」を沈めた。4月、リヴィエラのドイツ軍に対する艦砲射撃を実施。
1946年1月31日に予備役となる。1957年10月18日にトルコへ売却され、1959年9月29日に引き渡された。トルコでの艦名はピヤレ・パシャ (Piyale Pasha)。1972年に売却され、解体されている。